# 54 Piscium
54 Piscium (kurz 54 Psc), auch als HD 3651 bekannt, ist ein Planetensystem im Sternbild Fische. Beim Zentralkörper handelt es sich um einen Hauptreihenstern der scheinbaren Helligkeit 5,9 und der Spektralklasse K0. Die Entfernung von 54 Piscium zur Erde beträgt nur 36 Lichtjahre und unter guten Bedingungen ist der Stern mit bloßem Auge zu erkennen.

Der Zentralstern, zur Abgrenzung von den übrigen Körpern im System als 54 Piscium A bezeichnet, oft (und vor der Entdeckung der Begleitobjekte) aber auch einfach als 54 Piscium, wird von zwei substellaren Begleitern umrundet, zu deren Identifikation meist die Katalogbezeichnung des Systems im HD-Katalog Verwendung findet. Der Zentralstern wird in relativ geringem Abstand von einem Exoplaneten, HD 3651 b, und in größerem Abstand von einem Braunen Zwerg, HD 3651 B, begleitet.

## Zentralstern
54 Piscium A (HD 3651 A) weist etwa 80 Prozent der Masse unserer Sonne auf und ist etwas weniger hell als diese. Seine Metallizität beträgt etwa 110 Prozent der Sonne (bezogen auf Eisen). Es konnte zudem ein etwa 13-jähriger Aktivitätszyklus bei dem Stern beobachtet werden. Dies suggeriert, dass die Hauptkomponente des Systems magnetisch aktiv ist. Intensive Beobachtungen und Messungen von Emissionsstärken legen nahe, dass 54 Piscium A einer der besten Anwärter, für ein unmittelbar bevorstehendes Aktivitätsminimum ist (vgl. Maunder-Minimum).

## Brauner Zwerg
HD 3651 B (54 Piscium B) ist ein Methanzwerg der Spektralklasse T7 bis T8. Die Winkeldistanz zum Zentralstern beträgt 43", was projiziert einer Entfernung von etwa 480 AE entspricht. Er braucht für einen Umlauf über 1000 Jahre und hat mindestens die 50-fache Jupitermasse. 54 Piscium B wurde unabhängig voneinander mit Hilfe des Spitzer-Weltraumteleskops (Luhman et al. 2007) sowie mit Hilfe von bodengestützten Teleskopen (Murgauer et al. 2006) entdeckt.

## Exoplanet
HD 3651 b (54 Piscium b, formal und zur Vermeidung von Verwechslungen auch HD 3651 Ab) ist ein Exoplanet mit einer Mindestmasse von ca. 0,23 Jupitermassen und einer siderischen Umlaufzeit von 62,206 Tagen, der den Zentralstern des Systems in einer Entfernung von ca. 0,30 Astronomischen Einheiten bei einer Exzentrizität von 0,6 umkreist.
Er wurde im Jahr 2003 von Paul Butler et al. im Jahr 2003 mit Hilfe der Radialgeschwindigkeitsmethode entdeckt.